# نتومبو ناندي ندايتواه
نيتومبو ناندي ندايتواه Ndemupelila Netumbo Nandi-Ndaitwah (29 أكتوبر 1952)، وتُلقب بـ NNN، هي سياسية ناميبية أصبحت رئيسًا منتخبًا لناميبيا بعد فوزها في الانتخابات الرئاسية في 3 ديسمبر 2024. وبذلك تصبح الرئيسة الخامسة لناميبيا وأول امرأة تتولى هذا المنصب. شغلت سابقًا منصب النائب الثالث لرئيس ناميبيا منذ فبراير 2024. وهي أيضًا أول مرشحة رئاسية لحزب سوابو في الانتخابات العامة الناميبية لعام 2024. في عام 2017، انتُخبت ناندي ندايتواه نائبة لرئيس حزب سوابو، وهي أول امرأة تشغل هذا المنصب.
شغلت ناندي ندايتواه سابقًا منصب نائب رئيس وزراء ناميبيا من عام 2015 إلى عام 2024، وكانت وزيرة العلاقات الدولية والتعاون في الفترة من ديسمبر 2012 إلى 2015، ووزيرة البيئة والسياحة من مارس 2010 إلى ديسمبر 2012. وهي عضو في الجمعية الوطنية منذ فترة طويلة.

## الحياة المبكرة والتعليم
ولدت نيتومبو ناندي في 29 أكتوبر 1952 لأبوين هما جوستينا نيكوتو شادوكا ناندي وبيتروس ناندي في أوناموتاي، في جنوب غرب أفريقيا (اليوم بالقرب من حدود منطقة أوهانجوينا ومنطقة أوشانا، ناميبيا). وكان والدها رجل دين أنجليكاني. وكانت هي التاسعة من بين 13 طفلاً. تلقت ندايتواه تعليمها في بعثة القديسة مريم في أوديبو.
ذهبت ناندي ندايتواه إلى المنفى في عام 1974 وانضمت إلى أعضاء منظمة سوابو في زامبيا. عملت في مقر منظمة سوابو في لوساكا من عام 1974 إلى عام 1975 وحضرت دورة في مدرسة لينين العليا للكومسومول في الاتحاد السوفيتي من عام 1975 إلى عام 1976. حصلت على دبلوم في عمل وممارسة حركة الشباب الشيوعي. وفي عام 1987 حصلت على دبلوم الدراسات العليا في الإدارة العامة والإدارة من كلية غلاسكو للتكنولوجيا، في المملكة المتحدة، وفي عام 1988 حصلت على دبلوم الدراسات العليا في العلاقات الدولية من جامعة كيلي، في المملكة المتحدة. في عام 1989 حصلت ناندي ندايتواه على درجة الماجستير في الدراسات الدبلوماسية، أيضًا من جامعة كيلي.

## المسيرة السياسية
أصبحت ناندي ندايتواه نائبة ممثل منظمة سوابو في زامبيا من عام 1976 إلى عام 1978 والممثل الرئيسي في زامبيا من عام 1978 إلى عام 1980. من عام 1980 إلى عام 1986، كانت الممثلة الرئيسية لمنظمة سوابو في شرق أفريقيا، ومقرها في دار السلام. كانت عضوًا في اللجنة المركزية لمنظمة سوابو من عام 1976 إلى عام 1986 ورئيسة المنظمة الوطنية للمرأة الناميبية من عام 1991 إلى عام 1994.
وهي عضو في الجمعية الوطنية في ناميبيا منذ عام 1990. شغلت منصب نائبة وزير العلاقات الدولية والتعاون من عام 1990 إلى عام 1996، وحصلت على وضع وزاري لأول مرة في عام 1996 كمديرة عامة لشؤون المرأة في مكتب الرئيس، حيث عملت حتى عام 2000. في عام 2000 ثم جرى ترقيتها إلى منصب وزيرة وتولت حقيبة شؤون المرأة ورعاية الطفل.

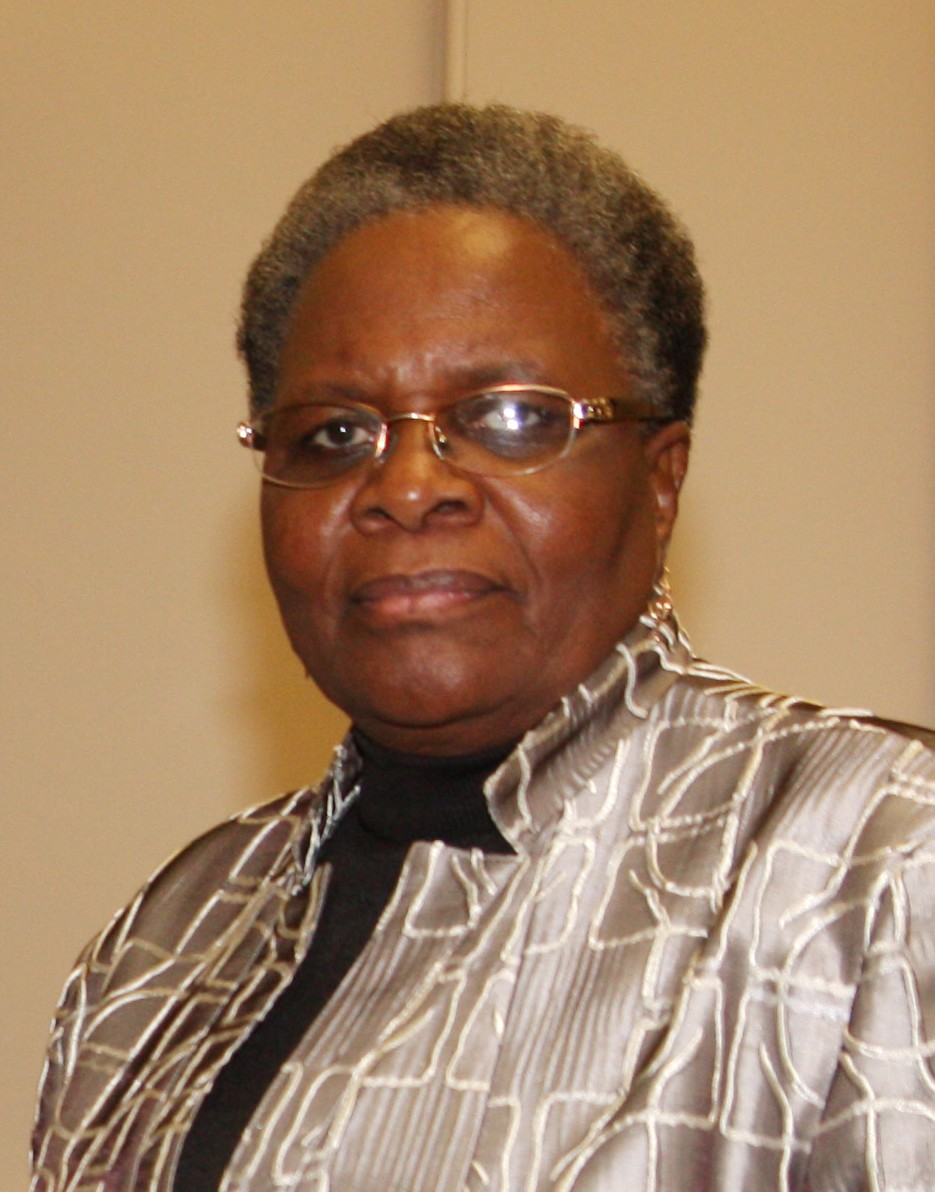
نيتومبو ناندي-ندايتواه في عام 2015

من عام 2005 إلى عام 2010، كانت وزيرة للإعلام والإذاعة في حكومة ناميبيا. عملت بعد ذلك كوزيرة للبيئة والسياحة حتى التعديل الوزاري الكبير في ديسمبر 2012، حيث جرى تعيينها وزيرة للخارجية، وهي الحقيبة التي أعيدت تسميتها منذ ذلك الحين إلى العلاقات الدولية والتعاون.
في عهد الرئيس هاجي جينجوب، عُينت ناندي ندايتواه نائبًا لرئيس الوزراء في مارس 2015، بينما كانت تشغل منصب وزير العلاقات الدولية والتعاون بالتوازي. تشغل ناندي ندايتواه منصبًا في اللجنة المركزية لحزب سوابو وفي المكتب السياسي للحزب. وهي أيضًا سكرتيرة الحزب للمعلومات والتعبئة، وبالتالي فهي واحدة من المتحدثين الرئيسيين باسم حزب سوابو.
في مارس 2023، رشح الرئيس جينجوب نيتومبو ناندي ندايتواه كمرشحة رئاسية لحزب سوابو في الانتخابات العامة الناميبية لعام 2024. وبعد وفاة جينجوب في فبراير 2024، عُينت ناندي ندايتواه نائبًا للرئيس، خلفًا لنانجولو مبومبا الذي أصبح رئيسًا. وهي أول امرأة تتولى هذا المنصب. فازت في الانتخابات العامة التي عقدت في نوفمبر، لتصبح أول امرأة تتولى رئاسة البلاد.
في 3 ديسمبر 2024، أُعلن رسميًا فوزها رئيسة منتخبة لجمهورية ناميبيا. حصلت ناندي ندايتواه على 683,560 صوتًا (58.7٪)، مما جعلها أول امرأة تفوز بالانتخابات الرئاسية الناميبية. وسيجري تنصيبها في 21 مارس 2025.

## الحياة الشخصية
ناندي ندايتواه متزوجة من Epaphras Denga Ndaitwah، الرئيس السابق لقوات الدفاع الناميبية. وهي مهتمة بالعمل المجتمعي للأطفال والقراءة.

## الجوائز
حصلت نيتومبو ناندي ندايتواه على جائزة "القيادة الفكرية" في حفل توزيع جوائز التنمية المستدامة في ناميبيا. وحصلت على جائزة القيادة بين الأجيال في قمة نالا النسوية (نالافيم) لعام 2024. كما حصلت على الدكتوراه الفخرية من جامعة دار السلام، في تنزانيا.